# Глория Стейнем
Глория Мари Стейнем (р. 25 март 1934) е американска феминистка икона, социална и политическа активистка.
Стейнем е основателка на „New York magazine“ през 60-те, а през 1963 г. се изявява с разследваща статия за това как са третирани жените в „Плейбой“, което става сюжет на филма „Bunny's tale“. През 70-те години става политическа лидерка и една от най-важните жени за феминизма от втората вълна и движението за права на жените през 60-те и 70-те.